# Bienvenue au Paradis (film, 1987)
Pour les articles homonymes, voir Bienvenue au Paradis et Made in Heaven.
Pour plus de détails, voir Fiche technique et Distribution.
Bienvenue au Paradis (Made in Heaven) est un film américain réalisé par Alan Rudolph, sorti en 1987.

## Synopsis
Largué par sa petite amie, Mike décide de partir en Californie. Sur la route, il sauve une famille d'un accident de voiture et se noie. Au paradis, il tombe amoureux d'Annie, une guide qui n'est jamais encore descendue sur Terre et il se marient, mais, le jour où Annie est enfin réincarnée sur Terre approche et Mike se retrouve seul, voulant être avec la femme qu'il aime, il accepte un contrat pour la rejoindre sur Terre mais à une seule condition, ils auront 30 ans pour se retrouver sur Terre sinon ils finiront tous deux mariés à une autre personne et ne seront pas heureux dans leur vie.

## Fiche technique
Sauf indication contraire, les informations mentionnées dans cette section peuvent être confirmées par la base de données cinématographiques IMDb,  présente dans la section « Liens externes ».
- Titre français : Bienvenue au Paradis
- Titre original : Made in Heaven
- Réalisation : Alan Rudolph
- Scénario : Bruce A. Evans & Raynold Gideon
- Musique : Mark Isham
- Montage : Tom Walls
- Photographie : Jan Kiesser
- Production : David Blocker, Bruce A. Evans et Raynold Gideon
- Société de production et distribution : Lorimar
- Pays :  États-Unis
- Langue : Anglais
- Format : Couleur / Noir et blanc - Dolby - 35 mm
- Genre : Comédie romantique et fantastique
- Durée : 102 min
- Dates de sortie : 
  - États-Unis : 6 novembre 1987
  - France : 16 mars 1988

## Distribution
- Timothy Hutton : Mike Shea / Elmo Barnett
- Kelly McGillis : Annie Packert / Ally Chandler
- Maureen Stapleton : Tante Lisa
- Ann Wedgeworth : Annette Shea
- Debra Winger : Emmett Humbird (créditée en tant qu'Emmett)
- James Gammon : Steve Shea
- Timothy Daly : Tom Donnelly
- Willard E. Pugh : Guy Blanchar / Brian Dutton
- Don Murray : Ben Chandler
- David Rasche : Donald Summer
- Ellen Barkin : Lucille (non créditée)
- Mare Winningham : Brenda Carlucci
- Amanda Plummer : Wiley Foxx
- Vyto Ruginis : Lyman McCray
- James Tolkan : M. Bjornstead
- Robert Knepper : Orrin
- Gailard Sartain : Sam Morrell
- Tom Petty : Stanky